# گریستد
گریستد (به انگلیسی: Greystead) یک روستا و محله مدنی در بریتانیا است که در نورث‌آمبرلند واقع شده‌است.